# Meranoplus diversus
Meranoplus diversus é uma espécie de formiga do gênero Meranoplus, pertencente à subfamília Myrmicinae.